# Emberá (peuple)
Pour les articles homonymes, voir Emberá.

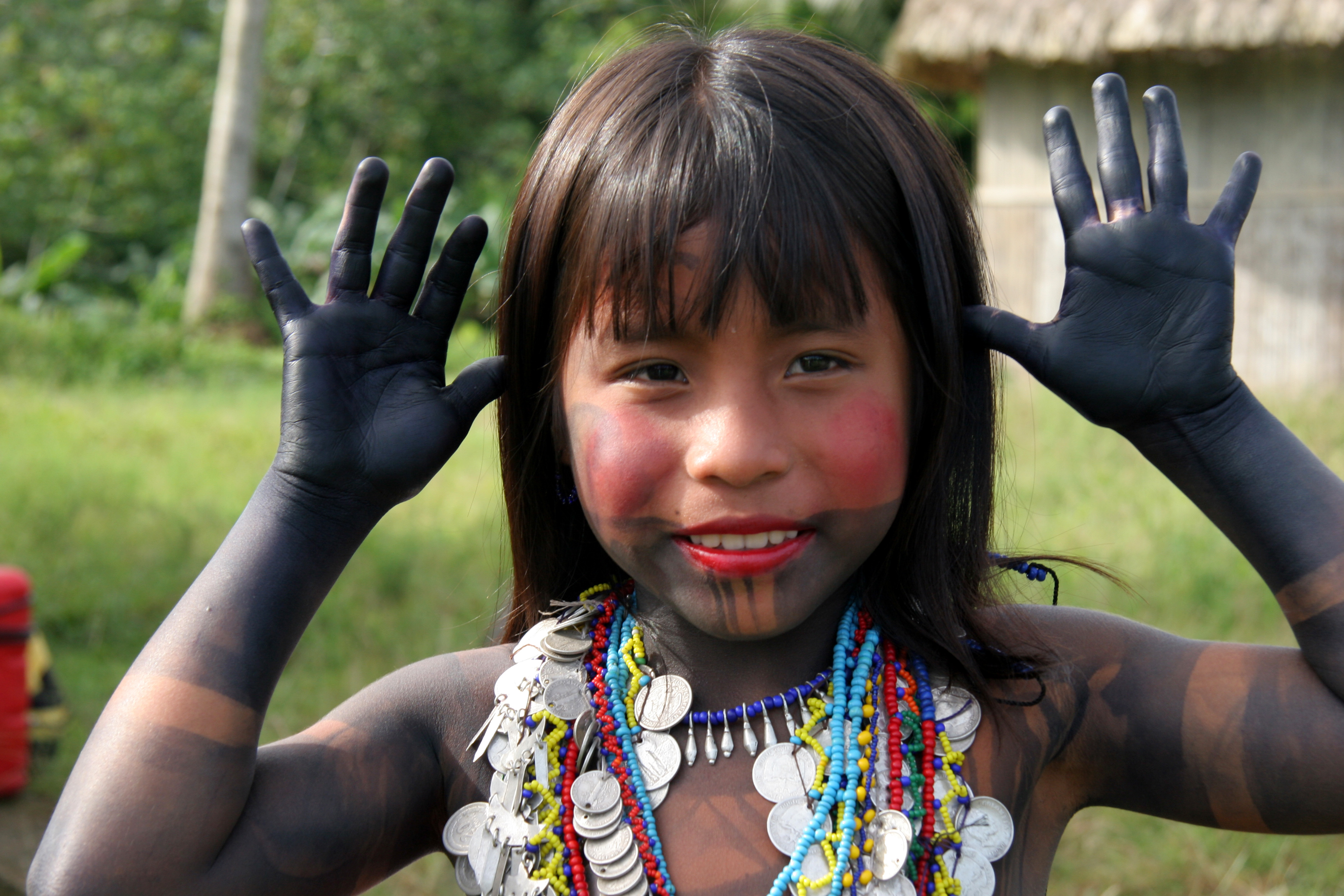
Fillette embera du Panama

Les Emberá ou Épera font partie des peuples indigènes vivant dans la partie est du Panama, l'ouest de la Colombie, notamment dans les départements du Chocó, Antioquia, Caldas, Risaralda, Quindío ainsi qu'en Équateur. 

## En Colombie
C'est l'un des 80 groupes ethniques en Colombie, où ont subsisté 64 langues et plus de 300 formes dialectales. Selon une étude du Département national de statistique colombien de 1997, la population indigène de Colombie représente 701 860 personnes, soit 1,75 % de la population totale du pays.
En raison de leurs différences linguistiques dialectales, les autochtones Emberá d'Antioquia sont subdivisés en deux groupes : les Catíos, qui constituent aujourd'hui 61 % de la population autochtone totale du département, et les Chamies, qui représentent 16 %. (D'autres groupes ethniques vivant dans le département sont les Zenú et les Cuna, qui représentent respectivement 13% et 8% de la population totale) 
Alors que les indiens Wounaan ne sont que 7 000, les indiens Emberá sont au nombre de 40 000, dans le département du Chocó où vivent 700 000 paysans noirs, descendants des esclaves fugitifs des plantations de café et des Mines d'or du Choco. De manière générale les Emberá proprement dits vivent dans les jungles des plaines de la région du Pacifique, les Embera-Katío habitent les bassins de l'Atrato et du haut Sinú et les Embera Chami habitent dans les montagnes.
- Jaibanismo

Un aspect important de la vie des Emberá est leur relation avec les esprits Jai à travers leurs Jaibanás, des chamans non héréditaires qui apprennent de leurs maîtres expérimentés le pouvoir spirituel magique à partir duquel la vie, la santé, la subsistance et la nature sont régulées.
Ils conçoivent trois formes de Jai : celles de l'eau, Dojura, ainsi que les Wandra, mères des animaux et des plantes qui habitent à la source des rivières ; les Antumiá de la jungle profonde ; et celles des animaux de la jungle qui sont des transformations des âmes des humains morts.
Les relations des Jaibaná avec les Jai garantissent les activités fondamentales de la société et la continuité des cycles naturels, tout en établissant la territorialité des communautés. Ces transactions ont un caractère cosmologique dans la mesure où la communication et les accords avec le Jai règlent les échanges entre les différents niveaux superposés de l'univers.
Dachizeze, père du monde supérieur, a engendré Tutruicá dans le monde inférieur et Caragabí dans ce monde. On dit que Caragabí n'a pu fabriquer des humains qu'en empruntant de la boue à Tutruicá et qu'il les a ensuite fait bouger parce qu'il savait leur enlever la lourdeur de la terre. Le maïs et le chontaduro ont été apportés d'un niveau supérieur : Sans l'échange de matériaux et de connaissances entre les niveaux de l'Univers... la société et la nature ne pourraient pas continuer. Caragabí réussit à faire tomber l'arbre Jenené et à sa racine la mer a germé, et ses branches sont les fleuves et au-dessus des fleuves se trouve un grand serpent, Jepá, avec lequel on peut accéder au transport entre les niveaux de l'Univers, ce qui se produit également à la source des fleuves, où passent les êtres des mondes inférieurs et supérieurs. Les animaux chassés qui ont leurs mères dans les sources des rivières sont des gens d'en bas rendus visibles comme des animaux, et les âmes des humains morts peuvent être de la nourriture pour les gens d'en bas ; comme lorsqu'un serpent mord un humain, on considère que les gens d'en bas l'ont chassé.
- Langue

Les Emberá parlent plusieurs dialectes emberá, une langue agglutinante et ergative qui privilégie le point de vue objet (ou patient) du verbe.
- Situation sociale et politique

Les Emberá ont souffert du conflit armé, en particulier dans les années 2000, qui a contraint nombre d'entre eux à fuir les territoires qu'ils occupaient. Durant leur absence, l’agence gouvernementale Ingeominas a délivré neuf licences d’exploration et d’exploitation à la transnationale américaine Muriel Mining Corporation (MMC), attirée par la présence de minerai aurifère, sans se soucier des procédures de consultation des communautés que prévoit pourtant la loi. Les indigènes qui ont tenté de revenir sur leurs terres ont subi un « nouveau déplacement forcé », selon William Carupia, porte-parole de l’Organisation indienne d’Antioquia (OIA).

## Au Panama
Ils font partie des sept groupes amérindiens encore présents sur le territoire panaméen :
- les Tules, connus sous leur nom colonial de Kunas ;
- les indiens Chocoes, représentés par les Emberás et les Wounaan ;
- les Ngobe et les Bugles, regroupés sous l’appellation de Guaymíes ;
- les Teribes, qui se désignent comme Nasos ou Tlorios ;
- les Bri-Bris, une petite minorité présente dans l’ouest du pays.

Une partie des indiens Emberas vit plus au nord, sur le territoire du Panama, dans le parc national de Chagrès, après avoir émigré au cours des siècles précédents, en raison des conflits militaires avec l'autorité coloniale espagnole